# Happy New Years
Happy New Years er en dansk kortfilm fra 2012, der er instrueret af Emil Falke efter manuskript af ham selv og Jacob Katz Hansen.

## Handling
Efterskolekæresterne Siv og Patrick driver lykkelige rundt i en sommer fyldt med punkkoncerter, selvrensende hår og evigt smil på Patricks piercede læber. De har langstrakte snavesessioner, mens de forsigtigt piller sig frem mod beseglingen af deres kærlighed. Men da Siv starter i gymnasiet begynder lykken at briste. Pludselig har Patricks monologer om 'grunge' og støvledans ikke længere samme tiltrækningskraft - specielt ikke når Sivs nye venner ser på.